# 三鋸擬蝗蛙
三鋸擬蝗蛙（学名：Pseudacris triseriata）是加拿大及美國的一種樹蟾。牠們分佈在魁北克南部至南達科他州，南至堪薩斯州及奧克拉荷馬州。

## 特徵

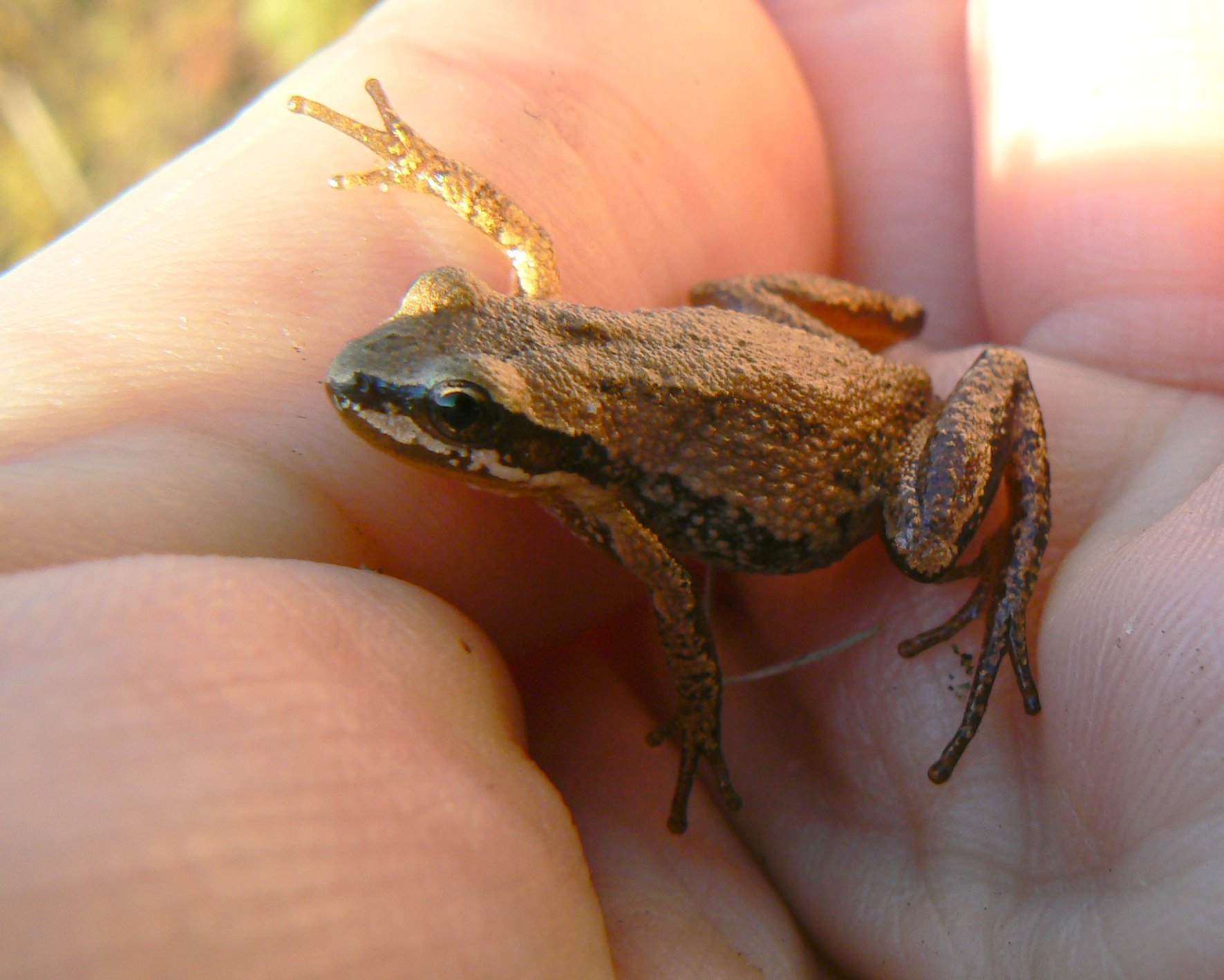

三鋸擬蝗蛙体型很小，只有40毫米長。牠們呈灰色或褐色，全身有深褐色或灰色的疙瘩。腹部一般呈白色或奶色。牠們趾上有細小的墊，可以幫助攀草，不過牠們其實是在地上生活的。

## 食性
三鋸擬蝗蛙主要吃細小的昆蟲，如蚊、蒼蠅、甲蟲、蟻及蜘蛛。

## 分類
三鋸擬蝗蛙曾一度被認為是黑擬蝗蛙的亞種，但重新分類後成為獨立的物種。其下有兩個亞種，包括P. t. triseriata及P. t. feriarum，兩者原先都曾是獨立的物種。

## 外部連結
- Animal Diversity Web（页面存档备份，存于）
- Illinois Natural History Survey（页面存档备份，存于）
- Amphibian Species of the World